# جیمی مارتین
جیمی مارتین (انگلیسی: Jimmy Martin؛ ۱۰ اوت ۱۹۲۷ – ۱۴ مهٔ ۲۰۰۵) موسیقی‌دان اهل ایالات متحده آمریکا بود که بین سال‌های ۱۹۴۹ تا ۲۰۰۵ میلادی فعالیت می‌کرد. او به عنوان «پادشاه بلوگرس» شناخته می‌شود.